# Dschojs Koba

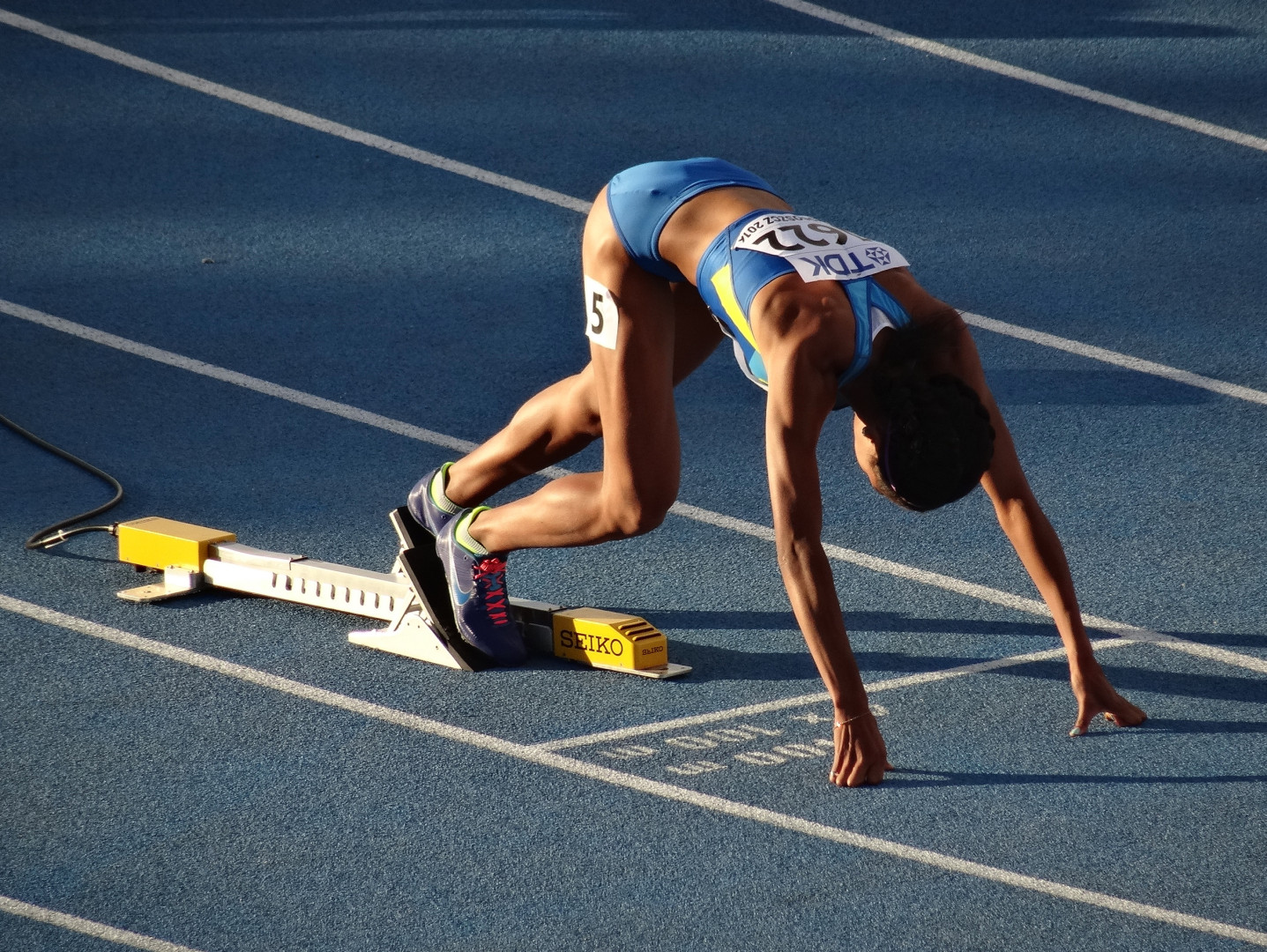
Dschojs Koba (2016 IAAF World U20 Championships in Bydgoszcz)

Dschojs Habrieliwna Koba (ukrainisch Джойс Габріелівна Коба, engl. Transkription Dzhois Koba; * 26. Februar 1998 in Winnyzja) ist eine ukrainische Sprinterin, die sich auf den 400-Meter-Lauf spezialisiert hat.

## Sportliche Laufbahn
Erstmals bei einer internationalen Meisterschaft trat Dschojs Koba beim Europäischen Olympischen Jugendfestival 2013 in Utrecht über 400 Meter an und gewann dort die Silbermedaille. 2014 nahm sie an den Olympischen Jugendspielen in Nanjing über 200 Meter teil und gewann auch diesmal die Silbermedaille. Bei den U18-Weltmeisterschaften in Cali ging sie über 400 Meter an den Start und gelangte bis in das Halbfinale. 2016 war sie Teil der Staffel für die Hallenweltmeisterschaften in Portland, bei denen die Ukraine auf Platz fünf einlief. Bei den U20-Weltmeisterschaften in Bydgoszcz belegte sie mit der Staffel erneut den fünften Gesamtrang und erreichte im Einzelbewerb den achten Platz. 
2017 schied sie bei den U20-Europameisterschaften in Grosseto über 400 Meter im Halbfinale aus. Mit der ukrainischen Staffel sicherte sie sich die Goldmedaille. Die Staffel stellte dabei mit 3:32,82 min einen neuen ukrainischen Juniorenrekord auf.

## Persönliche Bestzeiten
- 100 m: 11,97 s (+1,2 m/s), 1. Oktober 2014 in Kropywnyzkyj
- 200 m: 23,81 s (−1,0 m/s), 1. Juni 2014 in Baku
- 400 m: 52,79 s, 20. Juli 2016 in Bydgoszcz
  - Halle: 55,01 s, 26. Februar 2016 in Sumy